# 天主教內亞丁格拉教區
天主教內亞丁格拉教區 （拉丁語：Dioecesis Neyyattinkaraënsis）是羅馬天主教的一個教區，位於印度喀拉拉邦南部，受特里凡得琅總教區管轄。
教區成立於1996年6月14日，2004年有教友128,730名，佔轄區總人口百分之9.6。由八十六名司鐸名管理六十三個堂區。現任教區主教為味噌爵‧薩慕爾。